# Шэнахэн, Брендан
Бре́ндан Фре́дерик Шэ́нахэн  (англ. Brendan Frederick Shanahan; 23 января 1969, Мимико, Онтарио, Канада) — бывший профессиональный канадский хоккеист. Играл на позиции крайнего нападающего. Прозвище — «Шэнни» (англ. "Shanny"). Чемпион мира 1994 года, чемпион Олимпийских игр 2002 года в Солт-Лейк-Сити, трёхкратный обладатель Кубка Стэнли 1997, 1998, 2002. Один из восьми хоккеистов за всю историю, кто сумел выиграть олимпийское золото и Кубок Стэнли в один год.

## Игровая карьера
На драфте НХЛ 1987 года был выбран в 1-м раунде под общим 2-м номером клубом «Нью-Джерси Девилз» (выше был выбран только Пьер Тюржон). Дебютировал в лиге 9 октября того же года, а первую шайбу забил только спустя два месяца, но этот гол принёс победу его команде над «Нью-Йорк Рейнджерс». Свой первый регулярный сезон Брендан закончил с 26 очками, а в плей-офф, куда «Дьяволы» попали впервые за свою историю, набрал 3 очка. Каждый последующий сезон, из трёх проведённых в команде, Шэнахэн постоянно улучшал свои показатели.
25 июля 1991 года как свободный агент подписал контракт с «Сент-Луис Блюз». В сезоне 1992/93 он впервые превзошёл отметку в 50 шайб за сезон. В сезоне 1993/94 Брендан, забив 52 гола и набрав 102 очка, стал лучшим в своей команде, а эти показатели стали лучшими в его карьере.
27 июля 1995 года Шэнахэн был обменян на защитника Криса Пронгера в «Хартфорд Уэйлерс». В новой команде он вышел на лидирующие позиции по результативности и получил приглашение на Матч всех звёзд.
Сезон 1996/97 кардинально изменил карьеру Брендана. Сыграв две игры и забив один гол за одного из середнячков лиги, Шэнахэн стал участником крупного обмена. 9 октября 1996 года он и Брайан Глинн были обменяны в «Детройт Ред Уингз» на Пола Коффи, Кита Примо и право выбора в первом раунде драфта. Этот сезон стал одним из самых успешных для Брендана. Он стал лучшим в «Крыльях» по голам (46), очкам (87), голам в большинстве (20), победным голам (7) и броскам по воротам (323). В третий раз в карьере принял участие в матче всех звёзд. Но самое главное, помог «Детройту» вернуть звание обладателя Кубка Стэнли, а в следующем сезоне удержать его. В 1999 Брендан играл в своем пятом матче всех звёзд, а также закончил сезон, имея лучшие показатели в команде по голам (31), победным голам (5) и броскам по воротам (288).
После 9 сезонов в «хоккейном городе», 9 июля 2006 года как неограниченно свободный агент подписал контракт с «Нью-Йорк Рейнджерс», в котором отыграл 2 сезона.
15 января 2009 года подписал контракт до конца сезона со своей первой командой — «Нью-Джерси Девилз». По условиям соглашения трёхкратный обладатель Кубка Стэнли отыграл за «Девилз» вторую половину сезона, а его оклад составил 800 тысяч долларов.
17 ноября 2009 года Шэнахэн заявил о завершении карьеры. За свою карьеру Брендан Шэнахэн провёл в НХЛ 21 сезон, в 1524 играх регулярного чемпионата набрал 1354 очка (656 голов и 698 передач), заработал 2489 минут штрафа. По количеству голов Брендан занимает 14-е место в истории НХЛ. По набранным очкам Шэнахэн входит в топ-30 самых результативных хоккеистов в истории НХЛ. Шэнахэн 19 раз преодолевал отметку в 20 голов за один регулярный чемпионат, по этому показателю он делит третье-пятое место с Дэйвом Андрейчуком и Яромиром Ягром, выше стоят лишь Горди Хоу (22 сезона) и Рон Фрэнсис (20 сезонов).

## На административной работе

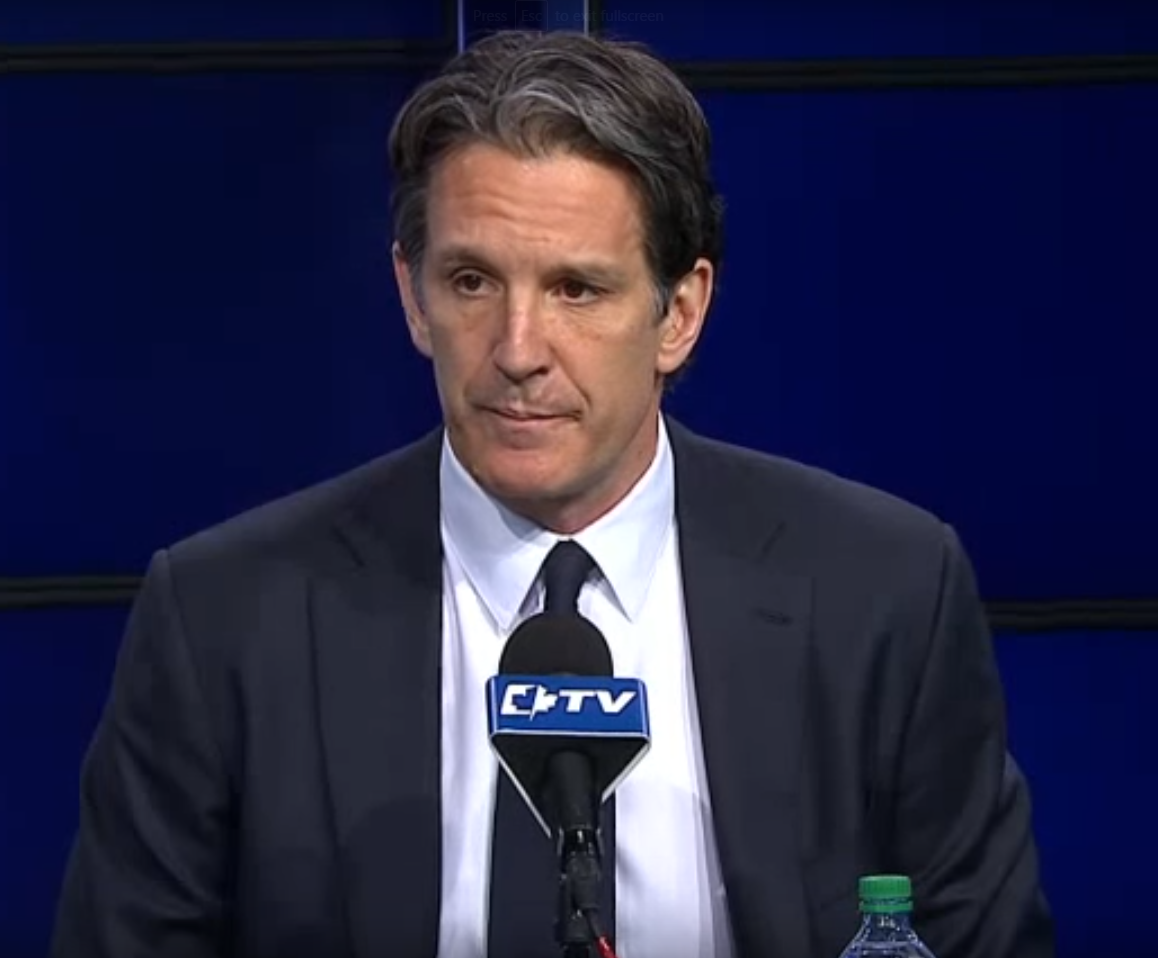
Брендан Шэнахэн в 2015 г.

### НХЛ
В 2009—2011 занимал пост вице-президента НХЛ по развитию. В 2011—2014 был руководителем дисциплинарного комитета лиги.

### Торонто Мейпл Лифс
С 14 апреля 2014 — президент клуба «Торонто Мейпл Лифс». Занимая этот пост, уже запомнился несколькими интересными ходами: в межсезонье 2015 года был заключён многолетний контракт с бывшим главным тренером «Детройт Ред Уингз», двукратным олимпийским чемпионом Майком Бэбкоком. В июле 2015 на пост генерального менеджера клуба был приглашён легендарный Лу Ламорелло.

## Награды
- Олимпийский чемпион, 2002 (Сборная Канады)
- Обладатель Кубка Канады, 1991
- Обладатель Кубка Стэнли, 1997, 1998, 2002 («Детройт Ред Уингз»)
- Кинг Клэнси Трофи, 2003 («Детройт Ред Уингз»)
- Участник матча «Всех звёзд» НХЛ (8 раз)
- Член Зала хоккейной славы с 2013 г.

## Статистика
| Легенда | Легенда                    | Легенда | Легенда                   | Легенда | Легенда    |
| ------- | -------------------------- | ------- | ------------------------- | ------- | ---------- |
| И       | Количество проведённых игр | Штр     | Штрафное время            | +/−     | Плюс-минус |
| Г       | Голы                       | П       | Голевые передачи          | О       | Очки       |
| -       | Статистика неизвестна      | —       | Статистика не учитывалась |         |            |

## Интересные факты
- Сыграл эпизодическую роль в фильме «Я, снова я и Ирэн» (полицейский в участке в Род-Айленде).